# Dziesma
Dziesma was van 2000 tot en met 2014 de Letse voorronde van het Eurovisiesongfestival. Tot 2012 stond het festival bekend onder de naam Eurodziesma.
Letland neemt sinds 2000 deel aan het Eurovisiesongfestival. De nationale voorronde werd georganiseerd door de Letse omroep LTV. In 2015 besloot LTV echter de stekker uit Dziesma te trekken. Er werd een nieuwe preselectie georganiseerd onder de naam Supernova.

## Lijst van winnaars
| Jaar | Artiest            | Lied                |
| ---- | ------------------ | ------------------- |
| 2000 | Brainstorm         | My star             |
| 2001 | Arnis Mednis       | Too much            |
| 2002 | Marie N            | I wanna             |
| 2003 | F.L.Y.             | Hello from Mars     |
| 2004 | Fomins & Kleins    | Dziesma par laimi   |
| 2005 | Valters & Kaža     | The war is not over |
| 2006 | Cosmos             | I hear your heart   |
| 2007 | Bonaparti.lv       | Questa notte        |
| 2008 | Pirates of the Sea | Wolves of the sea   |
| 2009 | Intars Busulis     | Sastrēgums          |
| 2010 | Aisha              | What for?           |
| 2011 | Musiqq             | Angel in disguise   |
| 2012 | Anmary             | Beautiful song      |
| 2013 | PeR                | Here we go          |
| 2014 | Aarzemnieki        | Cake to bake        |

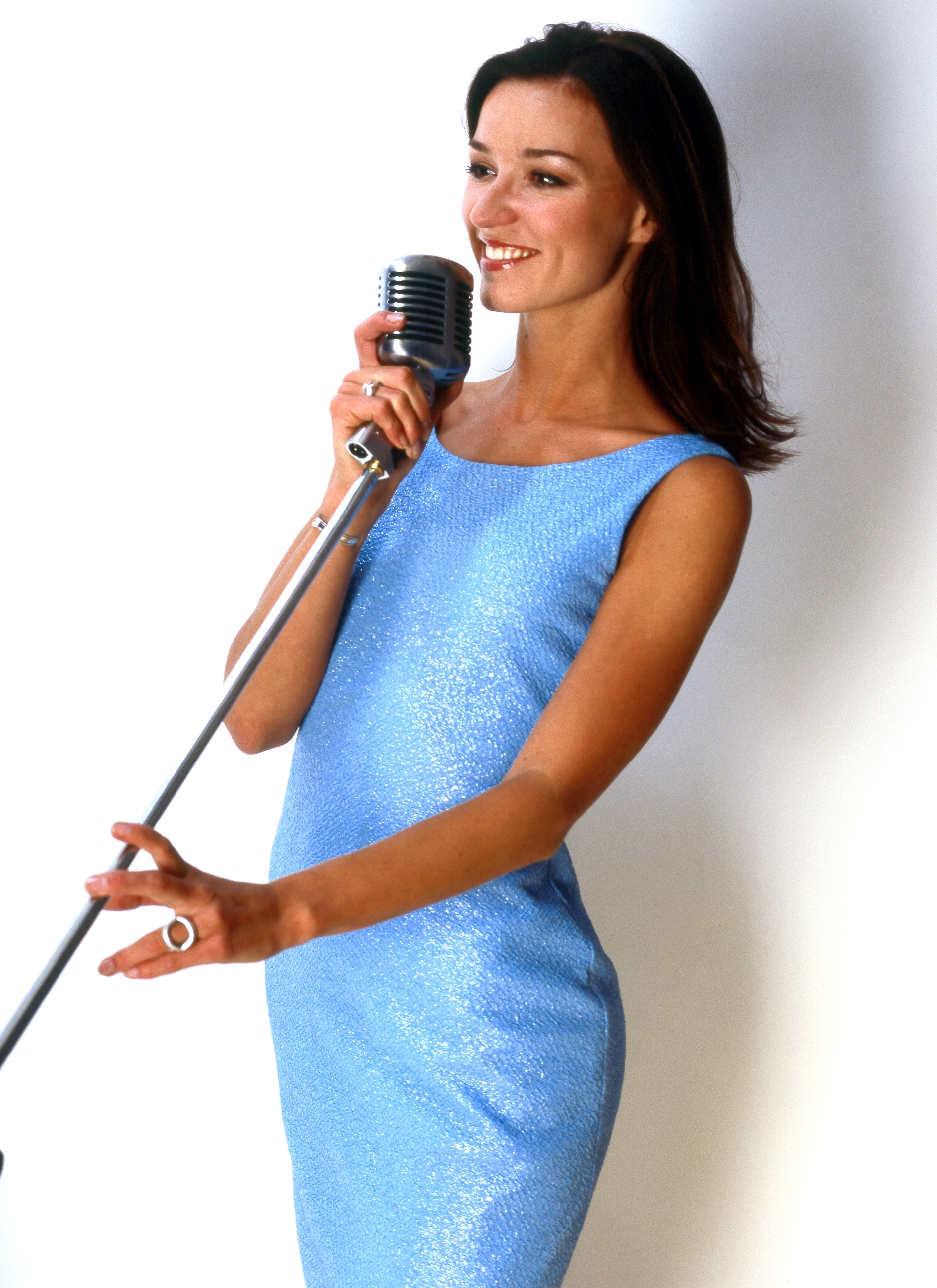
Marie N, winnares in 2002

Voor de uitslagen van Letland op het Eurovisiesongfestival, zie Letland op het Eurovisiesongfestival.